# I’ll Keep You Satisfied
I’ll Keep You Satisfied (englisch für „Ich werde Dich zufrieden stellen“) ist ein Lied der britischen Musikgruppe Billy J. Kramer & the Dakotas, das 1963 als ihre dritte Single A-Seite veröffentlicht wurde. Komponiert wurde es von Paul McCartney und John Lennon und unter der Autorenangabe Lennon/McCartney veröffentlicht.

## Hintergrund

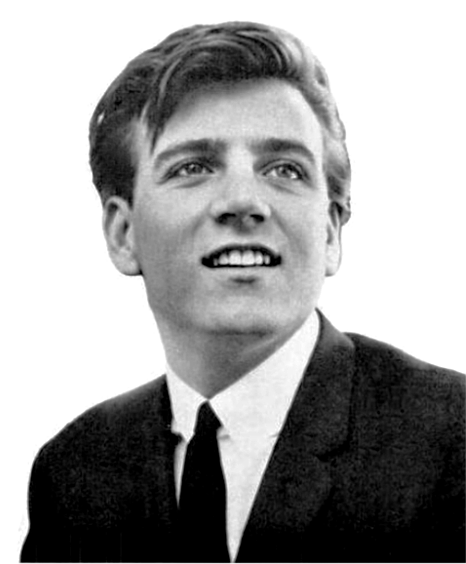
Billy J. Kramer, 1965

I’ll Keep You Satisfied wurde von Paul McCartney und John Lennon gemeinschaftlich für Billy J. Kramer geschrieben, einen Sänger, der ebenfalls von Brian Epstein gemanagt wurde und bei Parlophone unter Vertrag stand. Die Beatles nahmen das Lied selber nicht auf.
Paul McCartney sagte zum Lied: „Das war ein guter Song. Billy J. hatte ein bisschen Erfolg und weil er aus dem gleichen Stall wie wir war, machte es für uns Sinn, wenn wir nicht viel Zeug für uns selbst schreiben mussten, ein Paar für Freunde abzugeben. Es war ziemlich co-geschrieben: John und ich setzten uns hin und schrieben es absichtlich für Billy J. in ein paar Stunden. Dieser ist einer, den ich immer noch mag. Ich ertappe mich dabei, wie ich es im Garten pfeife.“
John Lennon hatte 1970 eine andere Erinnerung: „Paul schrieb das für Billy J Kramer, als er es satt hatte, dass ich alle Billy J. Kramer-Hits schrieb.“
Das Lied wurde am 14. Oktober 1963 in den Abbey Road Studios unter der Produktionsleitung von George Martin aufgenommen. John Lennon war bei den Aufnahmen anwesend. I’ll Keep You Satisfied wurde am 1. November 1963 als Single in Großbritannien veröffentlicht. Die B-Seite I Know wurde von  George Martin und Bob Wooler, einem Discjockey und Manager, geschrieben.
Die Single erreichte den vierten Platz in den britischen Singles-Charts. In den USA wurde die Single erst im Juli 1964 veröffentlicht, nach Little Children, die in Großbritannien der Nachfolger von I’ll Keep You Satisfied war. In den USA erreichte die Single den dreißigsten Platz der dortigen Charts.
In den Jahren 1963 und 1964 hatte Billy J. Kramer noch drei weitere Hits mit Lennon/McCartney-Kompositionen: Do You Want to Know a Secret, ein Lied vom Beatles-Album Please Please Me sowie Bad to Me, und From a Window zwei Lieder, die die Beatles selber nicht aufnahmen. Eine weitere Lennon/McCartney-Kompositionen, die die Beatles ebenfalls nicht verwendeten und die Kramer aufnahm, war I’ll Be on My Way.

## Coverversionen
- Bas Muys – Lennon & McCartney Songs (Never Issued) [7]
- The Beatnix – It’s Four You [8]
- Apple Jam – Off The Beatle Track [9]